# Francesco Boaretti
Francesco Boaretti (Masi, 16 agosto 1748 – Venezia, 15 maggio 1799) è stato un grecista, traduttore e poligrafo italiano della Repubblica di Venezia.

## Biografia
Tradusse dal greco in italiano cinque tragedie di Euripide, le Trachinie di Sofocle e l'inno omerico a Demetra.
Tradusse dall'ebraico l'Ecclesiaste di Salomone e il Libro della Sapienza. Fece inoltre una versione in lingua veneta dell'Iliade d'Omero, in ottave, con il titolo di Omero in Lombardia, pubblicata nella sua prima edizione integrale a Venezia in due volumi nel 1788. Boaretti non tradusse il poema in padovano o in veneziano, bensì in un veneto "mediano" da lui concepito al fine di risultare comprensibile in tutte le zone venetofone.
Boaretti fu inizialmente fedele alla Serenissima e fortemente contrario agli ideali illuministi, ma con la caduta del governo veneto aristocratico (12 maggio 1797) pubblicò delle rime di ispirazione democratica, con l'intento di ottenere una pensione che gli permettesse di far fronte alle sue cattive condizioni di salute. 

## Opere

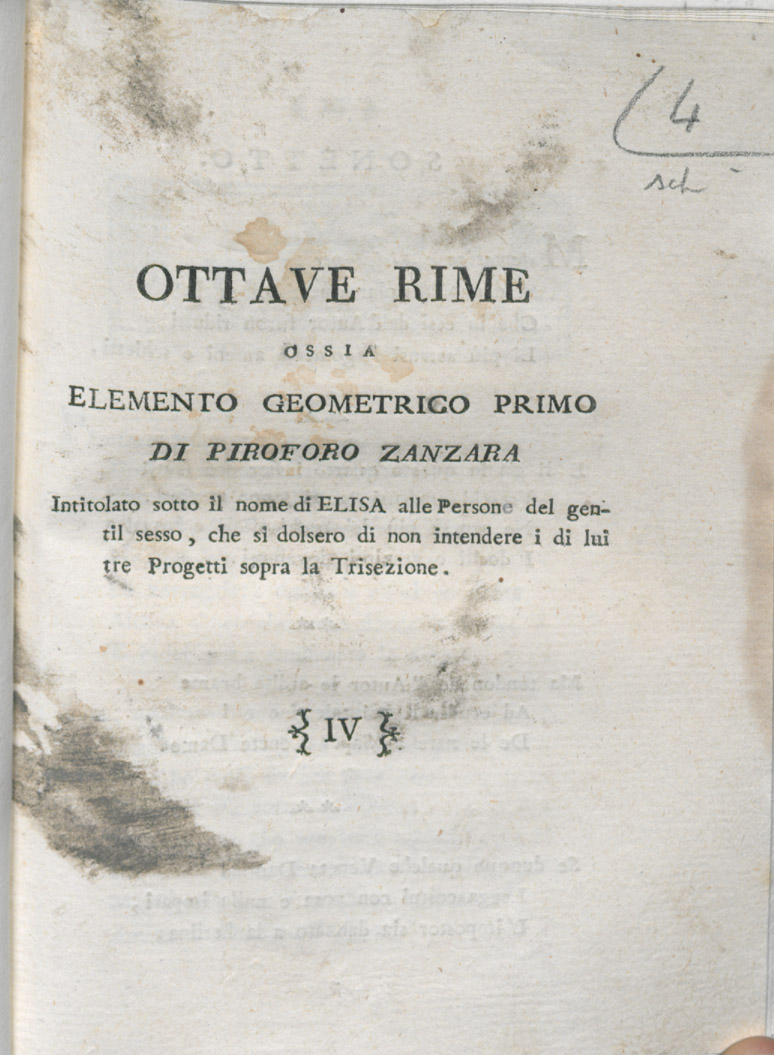
Ottave rime, 1793

- Ottave rime, Venezia, 1793.